# عائلة زيزي (فلم)
عائلة زيزي فيلم كوميدي مصري تم إنتاجه عام 1963، من إخراج فطين عبد الوهاب و بطولة سعاد حسني و أحمد رمزي و فؤاد المهندس و عقيلة راتب.

## فريق العمل
إخراج: فطين عبد الوهاب

تأليف:
- السيد بدير (حوار)
- لوسيان لامبير (قصة وسيناريو)

إنتاج: عباس حلمي

### تمثيل
- سعاد حسني - "سناء"
- أحمد رمزي - "سامي"
- فؤاد المهندس - "سبعاوي"
- عقيلة راتب - "الأم"
- ليلى شعير - "ليلى"
- عدلي كاسب - "أبو ليلي"
- محمد سلطان - "قام بدور يوسف مخرج سينمائي "
- إكرام عزو - "زيزي"

## روابط خارجية
- مقالات تستعمل روابط فنية بلا صلة مع ويكي بيانات